# Alexei Jakowlewitsch Koschewnikow

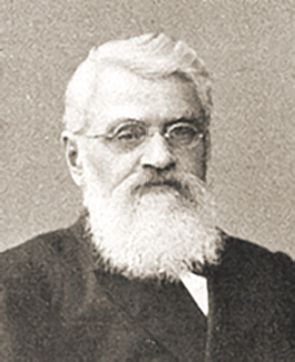
Alexei Koschewnikow

Alexei Jakowlewitsch Koschewnikow (russisch Алексе́й Я́ковлевич Коже́вников; * 5. März 1836 in Rjasan, Russland; † 23. Oktober 1902 in Moskau) war ein russischer Neurologe und Psychiater.

## Leben
Koschewnikow studierte von 1853 bis 1858 Medizin an der Lomonossow-Universität Moskau. Danach setzte er seine Ausbildung in Deutschland, der Schweiz, England und Frankreich fort. Im Labor von Jean-Martin Charcot in Paris leistete er wichtige Beiträge zu pathologischen Korrelationen bei der Studie der Amyotrophen Lateralsklerose (ALS). 1869 kehrte er nach Moskau zurück, wo er im Novo-Ekaterininskii-Hospital arbeitete und Kurse über neurologische und psychiatrische Krankheiten hielt. Zwischen 1870 und 1884 leitete er die Klinik für neurologische Krankheiten und wurde dabei 1873 zum außerordentlichen Professor ernannt.
Koschewnikow übernahm 1880 den Lehrstuhl für spezielle Pathologie und Therapie an der Lomonossow-Universität Moskau. 1886 gründete er die Universitätsklinik für Psychiatrie, 1890 die Moskauer Gesellschaft der Neuropathologen und Psychiater.
Koschewnikow war ein Pionier der russischen Psychiatrie und ein Advokat der humanen Behandlung psychisch Kranker. Er ist Namensgeber für die Koschewnikow-Epilepsie, auch bekannt als Epilepsia partialis continua, eine Epilepsie, die durch beinahe dauernde, rhythmische Muskelkontraktionen gekennzeichnet ist, die einen beschränkten Teil des Körpers betreffen. Er erstellte eine umfassende Beschreibung der progressiven familiären spastischen Diplegie und brachte Beiträge zu neuropathologischen Studien der nukleären Ophthalmoplegie und der asthenischen Bulbärparalyse.
Unter seinen Studenten und Assistenten waren Sergei Sergejewitsch Korsakow (1853–1900), Grigori Iwanowitsch Rossolimo (1860–1928), Liweri Ossipowitsch Darkschewitsch (1858–1925), Wladimir Karlowitsch Roth (1848–1916) und Lazar Salomonowitsch Minor (1855–1942).